# Antonio de Torres Jurado

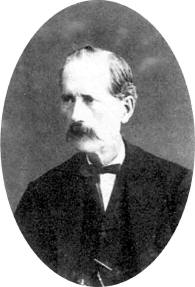
Antonio de Torres Jurado

Antonio de Torres Jurado (13 tháng 6 năm 1817 tại Almería, Andalucía - 19 tháng 11 năm 1892) là nhà sản xuất đàn guitar và một nhạc công guitar Tây Ban Nha, và là "nhà sản xuất đàn guitar Tây Ban Nha quan trọng nhất của thế kỷ 19".
Nhờ những thiết kế của ông các cây đàn guitar cổ điển có mới ra đời. Hầu hết guitar acoustic sử dụng ngày nay là các biến thể của các thiết kế của ông.

## Tiểu sử

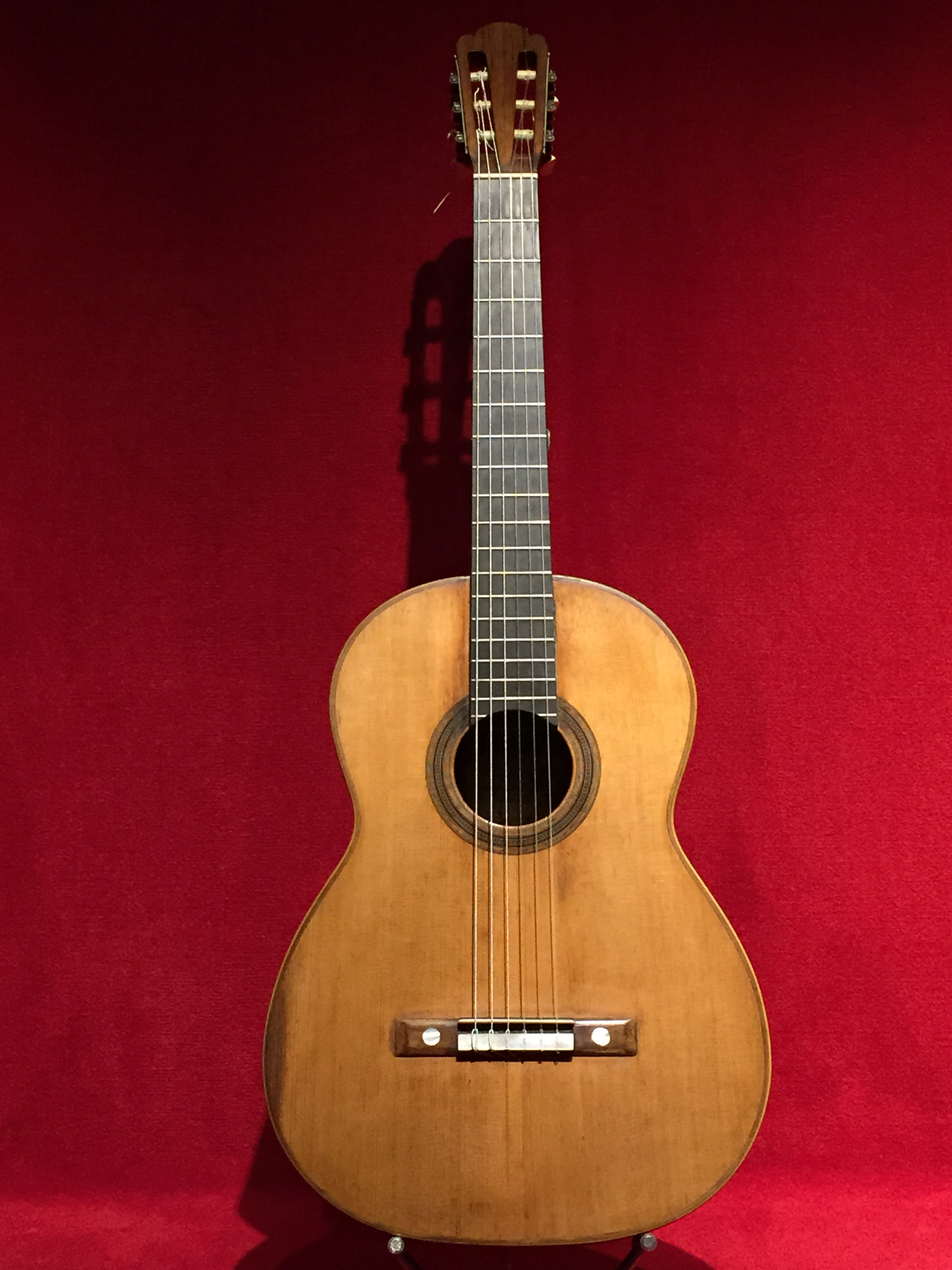
Guitar thiết kế bởi Torres (1859)
tại Museu de la Música de Barcelona (MDMB 626)

Sinh ra tại La Cañada de San Urbano, Almería, Antonio de Torres là con trai của Juan Torres, một người thu thuế địa phương, và mẹ ông là Maria Jurado. Lúc mới 12 tuổi, ông bắt đầu học nghề thợ mộc. Năm 1833, một cuộc chiến tranh Triều đại nổ ra, và Torres đã sớm nhập ngũ. Nhờ mưu mẹo của cha mình, Antonio đã bị giải ngũ vì không có sức khỏe phù hợp. Vì chỉ có những người đàn ông độc thân và đàn ông góa vợ, không con là đối tượng phải thực hiện nghĩa vụ quân sự, năm 1835 gia đình ép Torres vào một cuộc hôn nhân thu xếp vội vàng với Juana María López, con gái 13 tuổi của một người bán hàng. Họ đã có con sau đó: một cô con gái vào năm 1836, một cô con gái nữa vào năm 1839. Hai người có con gái thứ ba năm 1842, nhưng đã chết vài tháng sau đó. Con gái thứ hai của ông cũng chết yểu. Năm 1845 vợ ông qua đời ở tuổi 23, vì bệnh lao. Đây là những năm khó khăn cho Torres, ông thường xuyên bị nợ nần và buộc phải tìm kiếm các việc làm tốt hơn.